# Lindsay Lee-Waters
Lindsay Lee-Waters (Oklahoma City, 28 giugno 1977) è un'ex tennista statunitense.
Nata e conosciuta inizialmente come Lindsay Lee, a seguito del matrimonio con Heath Waters, allenatore di tennis, integrò il suo cognome con quello del marito. È una dalle rare giocatrici tornate all'attività agonistica a ottimi livelli dopo una gravidanza. Il 13 gennaio 2001 diede luce, infatti, a una bambina di nome Sevyn.

## Carriera
Raggiunse il suo best ranking in singolare il 1º aprile 1996 con la 33ª posizione; nel doppio divenne, il 16 febbraio 1998, la 86ª del ranking WTA.
In carriera, in singolare, vinse undici tornei del circuito ITF Women's Circuit, tutti sul suolo statunitense; in altre dodici occasioni raggiunse la finale uscendone però sconfitta. Il suo primo successo ebbe luogo a Woodlands nel 1995 dove, in due set, superò la cinese Jody Yin. Nei tornei del grande slam non è mai andata oltre il secondo turno.
Maggiori successi furono ottenuti nel doppio; furono, infatti, ventuno le vittorie ottenute nel circuito ITF, quasi esclusivamente ottenute negli Stati Uniti.
Dal 2010 la sua compagna abituale di doppio è la connazionale Megan Moulton-Levy con la quale ha vinto cinque tornei tutti di montepremi pari o superiore ai 50 000 dollari. Nel 2011 raggiunse la finale dello Sparta Prague WTA, tornei con un montepremi di 100 000 dollari, venendo sconfitte dalla coppia formata dalla ceca Petra Cetkovská e dalla olandese Michaëlla Krajicek in due rapidi set 6-2, 6-1.
Il miglior risultato ottenuto nei tornei WTA è rappresentato dalle semifinali raggiunte in coppia con Megan Moulton-Levy nel Bell Challenge tenutosi a Québec in Canada; in quell'occasione furono sconfitte dalla coppia formata dalla statunitense Jamie Hampton e dalla georgiana Anna Tatišvili con il punteggio di 5-7, 6-1, [5-10].

## Statistiche

### Tornei minori

#### Singolare

##### Vittorie (11)
| Torneo 100 000 $ (0) |
| Torneo 75 000 $ (1)  |
| Torneo 50 000 $ (3)  |
| Torneo 25 000 $ (5)  |
| Torneo 10 000 $ (2)  |

| Numero | Data              | Torneo                                                     | Superficie  | Avversaria in finale  | Punteggio        |
| 1.     | 23 gennaio 1995   | ITF Women's Circuit Woodlands, Woodlands                   | Cemento     | Jody Yin              | 6–4, 6-4         |
| 2.     | 27 febbraio 1995  | ITF Women's Circuit Miami, Miami                           | Cemento     | Tara Snyder           | 6–2, 6-3         |
| 3.     | 13 aprile 1998    | ITF Women's Circuit Burbank, Burbank                       | Cemento     | Jolene Watanabe-Giltz | 6–4, 6-4         |
| 4.     | 10 gennaio 2000   | ITF Women's Circuit Boca Raton, Boca Raton                 | Cemento     | Olga Vymetálková      | 6–2, 3-6, 6-3    |
| 5.     | 17 settembre 2002 | ITF Women's Circuit Columbus, Columbus                     | Cemento     | Ashley Harkleroad     | 1–6, 6-1, 7–6(9) |
| 6.     | 8 ottobre 2002    | ITF Women's Circuit Hallandale Beach, Hallandale Beach     | Terra rossa | Gisela Dulko          | 7-5, 3-6, 6-1    |
| 7.     | 6 ottobre 2003    | ITF Women's Circuit Lafayette, Lafayette                   | Terra rossa | Natalie Grandin       | 6-2, 6-0         |
| 8.     | 1º dicembre 2003  | ITF Women's Circuit Palm Beach Gardens, Palm Beach Gardens | Terra rossa | Marta Marrero         | 6-3, 6-3         |
| 9.     | 3 febbraio 2004   | ITF Women's Circuit Rockford, Rockford                     | Cemento (i) | Gisela Dulko          | 6-4, 7-5         |
| 10.    | 28 giugno 2005    | ITF Women's Circuit Los Gatos, Los Gatos                   | Cemento     | Carly Gullickson      | 6-4, 6-0         |
| 11.    | 27 aprile 2009    | ITF Women's Circuit Charlottesville, Charlottesville       | Terra verde | Ekaterina Byčkova     | 6-3, 7-5         |

##### Finali perse (12)
| Numero | Data              | Torneo                                             | Superficie  | Avversaria in finale | Punteggio     |
| 1.     | 9 maggio 1994     | ITF Women's Circuit Acapulco, Acapulco             | Terra rossa | Paula Cabezas        | 2-6, 2–6      |
| 2.     | 8 agosto 1994     | ITF Women's Circuit Easton, Easton                 | Cemento     | Laxmi Poruri         | 3-6, 2–6      |
| 3.     | 16 gennaio 1995   | ITF Women's Circuit San Antonio, San Antonio       | Cemento     | Sabine Haas          | 6(6)–7, 0–6   |
| 4.     | 12 febbraio 1996  | ITF Women's Circuit Midland, Midland               | Cemento (i) | Anna Kurnikova       | 6(2)–7, 1–6   |
| 5.     | 30 giugno 1997    | ITF Women's Circuit Flushing, Flushing             | Cemento     | Li Fang              | 5-7, 5–7      |
| 6.     | 20 marzo 2000     | ITF Women's Circuit Stone Mountain, Stone Mountain | Cemento     | Dawn Buth            | 3-6, 6-4, 1–6 |
| 7.     | 21 gennaio 2002   | ITF Women's Circuit Miami, Miami                   | Cemento     | Melinda Czink        | 5-7, 2–6      |
| 8.     | 11 giugno 2002    | ITF Women's Circuit Allentown, Allentown           | Cemento     | Tanner Cochran       | 4-6, 6–3, 4-6 |
| 9.     | 6 giugno 2005     | ITF Women's Circuit Allentown, Allentown           | Cemento     | Varvara Lepchenko    | 6(3)–7, 4-6   |
| 10.    | 11 maggio 2009    | ITF Women's Circuit Raleigh, Raleigh               | Terra rossa | Melanie Oudin        | 1-6, 6-2, 4-6 |
| 11.    | 10 maggio 2010    | Professional Women's 50K Tournament, Raleigh       | Terra rossa | Johanna Konta        | 2-6, 7-5, 4-6 |
| 12.    | 20 settembre 2010 | Coleman Vision Tennis Championships, Albuquerque   | Cemento     | Mirjana Lučić        | 1-6, 4-6      |

#### Doppio

##### Vittorie (21)
| Torneo 100 000 $ (0) |
| Torneo 75 000 $ (2)  |
| Torneo 50 000 $ (10) |
| Torneo 25 000 $ (7)  |
| Torneo 10 000 $ (2)  |

| Numero | Data              | Torneo                                               | Superficie  | Compagna            | Avversaria in finale                  | Punteggio            |
| 1.     | 30 giugno 1997    | ITF Women's Circuit Flushing, Flushing               | Cemento     | Janet Lee           | Li Fang Keri Phebus                   | 6-2, 2-6, 6-3        |
| 2.     | 2 marzo 1998      | ITF Women's Circuit Rockford, Rockford               | Cemento (i) | Surina De Beer      | Seda Noorlander Nino Louarsabišvili   | 6-2, 6-4             |
| 3.     | 12 ottobre 1998   | ITF Women's Circuit Indian Wells, Indian Wells       | Cemento     | Pavlina Nola        | Erika De Lone Katie Schlukebir        | 6-0, 6(4)–7, 6-1     |
| 4.     | 26 ottobre 1998   | ITF Women's Circuit Austin, Austin                   | Cemento     | Maureen Drake       | Nannie de Villiers Liezel Huber       | 6-1, 6-1             |
| 5.     | 30 novembre 1998  | ITF Women's Circuit Guadalajara, Guadalajara         | Terra rossa | Meghann Shaughnessy | Miriam D'Agostini Katalin Marosi      | 6-1, 6-3             |
| 6.     | 17 maggio 1999    | ITF Women's Circuit Jackson, Jackson                 | Terra rossa | Julie Steven        | Renata Kolbovic Tracy Almeda-Singian  | 4-6, 7-5, 6-2        |
| 7.     | 14 giugno 1999    | ITF Women's Circuit Mount Pleasant, Mount Pleasant   | Cemento     | Wendy Fix           | Jennifer Hopkins Petra Rampre         | 6-3, 7–6(4)          |
| 8.     | 21 giugno 1999    | ITF Women's Circuit Easton, Easton                   | Cemento     | Kim Grant           | Holly Parkinson Julie Thu             | 6-4, 7–6(4)          |
| 9.     | 17 gennaio 2000   | ITF Women's Circuit Boca Raton, Boca Raton           | Cemento     | Jessica Fernandez   | Li Ting Li Na                         | 6-4, 7-5             |
| 10.    | 6 ottobre 2003    | ITF Women's Circuit Lafayette, Lafayette             | Terra rossa | Maureen Drake       | Jessica Fernandez Kara Molony-Hussey  | 6-2, 6-3             |
| 11.    | 1º maggio 2005    | ITF Women's Circuit Raleigh, Raleigh                 | Terra rossa | Ashley Harkleroad   | Maria Fernanda Alves Stéphanie Dubois | 6-2, 0-6, 6-3        |
| 12.    | 10 maggio 2005    | ITF Women's Circuit Charlottesville, Charlottesville | Terra verde | Ashley Harkleroad   | Samantha Reeves Christina Wheeler     | 6-4, 7-5             |
| 13.    | 14 luglio 2007    | ITF Women's Circuit Lexington, Lexington             | Cemento     | Melinda Czink       | Casey Dellacqua Natalie Grandin       | 6-2, 7–6(6)          |
| 14.    | 6 ottobre 2008    | ITF Women's Circuit Pittsburgh, Pittsburgh           | Cemento (i) | Melinda Czink       | Raquel Kops-Jones Abigail Spears      | 6-2, 7-5             |
| 15.    | 13 aprile 2009    | ITF Women's Circuit Osprey, Osprey                   | Terra verde | Story Tweedie-Yates | Heidi El Tabakh Melanie Klaffner      | 6-3, 6(5)–7, [12-10] |
| 16.    | 6 luglio 2009     | ITF Women's Circuit Grapevine, Grapevine             | Cemento     | Riza Zalameda       | Kimberly Couts Valérie Tétreault      | 7–6(5), 6-3          |
| 17.    | 24 maggio 2010    | USTA LA Tennis Open, Carson                          | Terra rossa | Megan Moulton-Levy  | Christina Fusano Courtney Nagle       | 6-1, 6-2             |
| 18.    | 5 luglio 2010     | Grapevine Women's Tennis Classic, Grapevine          | Cemento     | Megan Moulton-Levy  | Kimberly Couts Tetjana Lužans'ka      | 6-2, 7-5             |
| 19.    | 20 settembre 2010 | Coleman Vision Tennis Championships, Albuquerque     | Cemento     | Megan Moulton-Levy  | Abigail Spears Mashona Washington     | 2-6, 6-3, 6-4        |
| 20.    | 27 settembre 2010 | Lexus of Las Vegas Open, Las Vegas                   | Cemento     | Megan Moulton-Levy  | Irina Falconi Maria Sanchez           | 1-6, 7-5, 6-4        |
| 21.    | 26 marzo 2012     | Oaks Club Challenger, Osprey                         | Terra verde | Megan Moulton-Levy  | Aleksandra Panova Lesja Curenko       | 2-6, 6-4, [10-7]     |

##### Finali perse (26)
| Numero | Data              | Torneo                                                            | Superficie  | Compagna           | Avversaria in finale               | Punteggio           |
| 1.     | 27 giugno 1994    | ITF Women's Circuit Columbia, Washington                          | Cemento     | Emily Bond         | Annie Miller Stephanie Tibbits     | 5-7, 4-6            |
| 2.     | 8 agosto 1994     | ITF Women's Circuit College Park, College Park                    | Cemento     | Marissa Catlin     | Gail Biggs Tjasa Jezernik          | 4-6, 5-7            |
| 3.     | 27 febbraio 1995  | ITF Women's Circuit Miami, Miami                                  | Cemento     | Emily Bond         | Elly Hakami Stephanie Reece        | 1-6, 1-6            |
| 4.     | 10 febbraio 1997  | ITF Women's Circuit Midland, Midland                              | Cemento (i) | Janet Lee          | Angela Lettiere Nana Miyagi        | 3-6, 2-6            |
| 5.     | 14 luglio 1997    | ITF Women's Circuit Clearwater, Clearwater                        | Cemento     | Maureen Drake      | Julie Pullin Amanda Wainwright     | 4-6, 4-6            |
| 6.     | 28 settembre 1998 | ITF Women's Circuit Santa Clara, Santa Clara                      | Cemento     | Maureen Drake      | Cara Black Irina Seljutina         | 4-6, 7-5, 3-6       |
| 7.     | 7 giugno 1999     | ITF Women's Circuit Hilton Head, Hilton Head                      | Cemento     | Wendy Fix          | Dawn Buth Vanessa Webb             | 2-6, 6-4, 3-6       |
| 8.     | 31 gennaio 2000   | ITF Women's Circuit Clearwater, Clearwater                        | Cemento     | Sandra Cacic       | Yoon Jeong Cho Yi Jing-Qian        | 4-6, 6(5)–7         |
| 9.     | 27 marzo 2000     | ITF Women's Circuit Norcross, Norcross                            | Cemento     | Jessica Steck      | Julia Abe Tzipora Obziler          | 7-5, 6(4)–7, 4-6    |
| 10.    | 16 settembre 2001 | ITF Women's Circuit Greenville, Greenville                        | Terra rossa | Gaelle Adda        | Melinda Czink Salome Devidze       | 1-6, 4-6            |
| 11.    | 7 maggio 2002     | ITF Women's Circuit Sea Island, Sea Island                        | Terra rossa | Courtenay Chapman  | Tanner Cochran Ashley Harkleroad   | 3-6, 2-6            |
| 12.    | 1º ottobre 2003   | ITF Women's Circuit Troy, Troy                                    | Cemento     | Petra Rampre       | Bethanie Mattek-Sands Shenay Perry | 2-6, 6-2, 4-6       |
| 13.    | 28 giugno 2005    | ITF Women's Circuit Los Gatos, Los Gatos                          | Cemento     | Kaysie Smashey     | Teryn Ashley Carly Gullickson      | 4-6, 6-4, 1-6       |
| 14.    | 8 maggio 2007     | ITF Women's Circuit Indian Harbour Beach, Indian Harbour Beach    | Terra verde | Carly Gullickson   | Monique Adamczak Angela Haynes     | 1-6, 6-3, 4-6       |
| 15.    | 28 maggio 2007    | ITF Women's Circuit Carson, Carson                                | Cemento     | Angela Haynes      | Kim Grant Sunitha Rao              | 4-6, 4-6            |
| 16.    | 11 giugno 2007    | ITF Women's Circuit Allentown, Allentown                          | Cemento     | Angela Haynes      | Ryoko Fuda Sunitha Rao             | 7–6(3), 4-6, 1-6    |
| 17.    | 9 giugno 2008     | ITF Women's Circuit El Paso, El Paso                              | Cemento     | Ashley Weinhold    | Lauren Albanese Surina De Beer     | 3-6, 3-6            |
| 18.    | 21 luglio 2008    | ITF Women's Circuit Lexington, Lexington                          | Cemento     | Melanie Oudin      | Chin-Wei Chan Kimberly Couts       | 6-2, 3-6, [10-8]    |
| 19.    | 9 febbraio 2009   | ITF Women's Circuit Midland, Midland                              | Cemento (i) | Melinda Czink      | Chen Yi Rika Fujiwara              | 5-7, 6(5)–7         |
| 20.    | 21 settembre 2009 | ITF Women's Circuit Albuquerque, Albuquerque                      | Cemento     | Melinda Czink      | Mashona Washington Riza Zalameda   | 3-6, 2-6            |
| 21.    | 28 settembre 2009 | ITF Women's Circuit Las Vegas, Las Vegas                          | Cemento     | Kimberly Couts     | Anikó Kapros Agustina Lepore       | 2-6, 5-7            |
| 22.    | 7 giugno 2010     | Hunt Communities USTA Women's Pro Tennis Classic El Paso, El Paso | Cemento     | Ashley Weinhold    | Angela Haynes Ahsha Rolle          | 3-6, 7–6(5), 5-7    |
| 23.    | 21 giugno 2010    | Sportsmen's Tennis Club USTA Pro Circuit Challenger, Boston       | Cemento     | Megan Moulton-Levy | Kimberly Couts Tetjana Lužans'ka   | 4-6, 6-3, 4-6       |
| 24.    | 9 maggio 2011     | Sparta Prague WTA, Praga                                          | Terra rossa | Megan Moulton-Levy | Petra Cetkovská Michaëlla Krajicek | 2-6, 1-6            |
| 25.    | 18 luglio 2011    | Fifth Third Bank Tennis Championships, Lexington                  | Cemento     | Megan Moulton-Levy | Tamaryn Hendler Chichi Scholl      | 6(9)–7, 6-3, [7-10] |
| 26.    | 31 ottobre 2011   | Grapevine Women's Tennis Classic, Grapevine                       | Cemento     | Megan Moulton-Levy | Jamie Hampton Shuai Zhang          | 4-6, 0-6            |

### Risultati in progressione
| Sigla | Risultato               |
| ----- | ----------------------- |
| V     | Vincitore               |
| F     | Finalista               |
| SF    | Semifinalista           |
| O     | Oro olimpico            |
| A     | Argento olimpico        |
| SF    | Bronzo olimpico         |
| QF    | Quarti di Finale        |
| 4T    | Quarto turno            |
| 3T    | Terzo turno             |
| 2T    | Secondo turno           |
| 1T    | Primo turno             |
| RR    | Round Robin             |
| LQ    | Turno di qualificazione |
| A     | Assente                 |
| ND    | Non disputato           |

| Legenda superfici    |
| -------------------- |
| Cemento              |
| Terra battuta        |
| Erba                 |
| Superficie variabile |

#### Singolare nei tornei del Grande Slam
| Torneo          | 1995 | 1996 | 1997 | 1998 | 1999 | 2000 | 2001 | 2002 | 2003 | 2004 | 2005 | 2006 | 2007 | 2008 | 2009 | 2010 | 2011 | 2012 | 2013 | 2014 |
| --------------- | ---- | ---- | ---- | ---- | ---- | ---- | ---- | ---- | ---- | ---- | ---- | ---- | ---- | ---- | ---- | ---- | ---- | ---- | ---- | ---- |
| Australian Open | A    | 1T   | 2T   | A    | A    | A    | A    | A    | 1T   | 2T   | 2T   | A    | A    | A    | A    | A    | A    | A    | A    | A    |
| Open di Francia | A    | 1T   | A    | A    | A    | A    | A    | A    | 1T   | 1T   | A    | A    | A    | A    | A    | A    | A    | A    | A    | A    |
| Wimbledon       | 2T   | A    | A    | A    | A    | A    | A    | A    | 1T   | 1T   | A    | A    | A    | A    | A    | A    | A    | A    | A    | A    |
| US Open         | 2T   | 1T   | 1T   | A    | A    | A    | A    | A    | A    | 2T   | 1T   | A    | A    | A    | A    | A    | A    | A    | A    | A    |

#### Doppio nei tornei del Grande Slam
| Torneo          | 1995 | 1996 | 1997 | 1998 | 1999 | 2000 | 2001 | 2002 | 2003 | 2004 | 2005 | 2006 | 2007 | 2008 | 2009 | 2010 | 2011 | 2012 | 2013 | 2014 |
| --------------- | ---- | ---- | ---- | ---- | ---- | ---- | ---- | ---- | ---- | ---- | ---- | ---- | ---- | ---- | ---- | ---- | ---- | ---- | ---- | ---- |
| Australian Open | A    | A    | A    | 2T   | 1T   | A    | A    | A    | A    | A    | A    | A    | A    | A    | A    | A    | A    | A    | A    | A    |
| Open di Francia | A    | 1T   | A    | 1T   | A    | A    | A    | A    | A    | A    | 1T   | A    | A    | A    | A    | A    | A    | A    | A    | A    |
| Wimbledon       | A    | A    | A    | 1T   | A    | A    | A    | A    | A    | A    | A    | A    | A    | A    | A    | A    | 1T   | 1T   | A    | A    |
| US Open         | 1T   | 2T   | 1T   | 1T   | 1T   | A    | A    | A    | A    | 1T   | 1T   | 1T   | A    | A    | A    | A    | A    | 1T   | A    | A    |

#### Doppio misto nei tornei del Grande Slam
Nessuna partecipazione

## Vittorie contro giocatrici Top 10
| Stagione | 1996 | Totale |
| Vittorie | 1    | 1      |

| #    | Giocatrice              | Ranking | Evento                             | Superficie | Turno | Punteggio        | Rank. LLWR |
| ---- | ----------------------- | ------- | ---------------------------------- | ---------- | ----- | ---------------- | ---------- |
| 1996 |                         |         |                                    |            |       |                  |            |
| 1.   | Brenda Schultz-McCarthy | 10      | State Farm Evert Cup, Indian Wells | Cemento    | 3T    | 7-5, 6(6)-7, 6-3 | 49         |